# Aurelio Robino
Aurelio Robino (Genova, 16 luglio 1867 – Grazigna, 16 maggio 1917) è stato un militare italiano, decorato di Medaglia d'oro al valor militare alla memoria durante il corso della prima guerra mondiale.

## Biografia
Nacque a Genova il 16 luglio 1867, figlio di Agostino e Fanny Dellacella. Dopo aver conseguito il diploma di ragioniere presso l'Istituto tecnico Germano Sommeiller di Torino, intraprese la carriera militare arruolandosi nel Regio Esercito, e nel 1885 fu ammesso a frequentare come Allievo ufficiale la Regia Accademia Militare di Fanteria e Cavalleria di Modena, da cui uscì con il grado di sottotenente dell'arma di fanteria, corpo dei bersaglieri, nell'ottobre 1887. Prestò servizio nell'11º Reggimento bersaglieri, e una volta promosso tenente nel corso del 1891, vi ricoprì l'incarico di Aiutante maggiore in seconda. Nel 1902 ottenne la promozione a capitano a scelta, in servizio nel 1º Reggimento bersaglieri, venendo trasferito nel 1907 in servizio presso il Corpo di Stato maggiore. Divenuto maggiore nel 1913, ed in forza al 4º Reggimento bersaglieri, fu incaricato di progettare e realizzare alcune opere a carattere difensivo sull'altopiano di Asiago.
All'atto dell'entrata in guerra del Regno d'Italia, avvenuta il 24 maggio 1915, si trovava al comando del XXXVII Battaglione bersaglieri operante in Valsugana, partecipando subito alla prima offensiva arrivando a conquistare l'abitato di Borgo. Promosso tenente colonnello, si distinse nei combattimenti di Santa Lucia (novembre 1915) e di Santa Maria di Tolmino (maggio-giugno 1916).
Nel febbraio 1917 ottenne la promozione a colonnello per merito di guerra, assumendo il comando del 119º Reggimento fanteria della Brigata Emilia. Il mattino del 16 maggio dello stesso anno, nel corso della decima battaglia dell'Isonzo, ricevette l'ordine di attaccare le posizioni avversarie di Quota 126 di Grazigna, una piccola altura posizionata nei pressi di Gorizia.
Una volta raggiunta la prima linea del nemico, e successivamente superata la cima dell'altura, l'avanzata dei suoi uomini fu fermata da un fitto e profondo reticolato rimasto intatto, sottoposto all'intenso tiro dell'artiglieria nemica. Dovendo contrastare i contrattacchi nemici che miravano a riconquistare le trincee perdute non volle lasciare i suoi uomini, e cadde colpito a morte dallo scoppio di una granata nemica. Per onorarne la memoria fu decretata la concessione della Medaglia d'oro al valor militare.
La fanfara del bersaglieri di Legnano porta il suo nome, così come uno dei quartieri della città, visto che visse a Legnano per lungo tempo, fino all'entrata in guerra dell'Italia nella prima guerra mondiale e la successiva partenza per il fronte.

### Annotazioni
1. ↑  La famiglia era originaria del Piemonte. Il padre era un militare di carriera.

### Fonti
1. 1 2 3 4 5 6 7  Fiamma Cremisi n.3, maggio-giugno 2017, p. 8.
2. 1 2 3 4 5 6  Combattenti Liberazione.
3. 1 2 3 4  Restelli Storia.
4. ↑   Cento anni fa moriva Aurelio Robino, su legnanonews.com. URL consultato il 10 luglio 2020.
5. ↑  Sito web del Quirinale: dettaglio decorato.